# Pętkowice (województwo świętokrzyskie)
Pętkowice – wieś w Polsce, położona w województwie świętokrzyskim, w powiecie ostrowieckim, w gminie Bałtów. Leży przy DW754.
Prywatna wieś szlachecka, położona była w drugiej połowie XVI wieku w powiecie radomskim województwa sandomierskiego. Do 1954 roku istniała gmina Pętkowice. W latach 1975–1998 miejscowość administracyjnie należała do województwa kieleckiego.
Wieś jest siedzibą rzymskokatolickiej parafii św. Teresy od Dzieciątka Jezus.

## Integralne części wsi
| SIMC    | Nazwa             | Rodzaj     |
| ------- | ----------------- | ---------- |
| 0226490 | Okręglica         | część wsi  |
| 0226508 | Pętkowice-Kolonia | przysiółek |
| 1018522 | Poraj             | część wsi  |

## Zabytki
Kościół pw. św. Teresy z XVII w., dawny zbór ariański wpisany do rejestru zabytków nieruchomych (nr rej.: A.592 z 29.01.1959 i z 9.04.1972).

## Turystyka
Pętkowice są punktem początkowym  niebieskiego szlaku turystycznego prowadzącego na Łysą Górę. Ponadto miejscowość leży na trasie  zielonego szlaku rowerowego im. Witolda Gombrowicza.